# Mexikos herrlandslag i vattenpolo
Mexikos herrlandslag i vattenpolo representerar Mexiko i vattenpolo på herrsidan. Laget slutade på 10:e plats i 1976 års olympiska turnering.

### Fotnoter
1. ↑  Todor Krastev (15 mars 1976). ”Men Water Polo Olympic Games 1976 Montreal (CAN) - 18-27.07 Winner Hungary” (på engelska). Sport Statistics. Arkiverad från originalet den 29 juni 2015. https://web.archive.org/web/20150629131856/http://todor66.com/Water_Polo/Olympic/Men_1976.html. Läst 27 juni 2015.